# NGC 7301
NGC 7301 est une galaxie spirale située dans la constellation du Verseau. Cette galaxie a été découverte par l'astronome américain Francis Leavenworth en 1866.
La classe de luminosité de NGC 7301 est I-II et elle renferme également des régions d'hydrogène ionisé.
La vitesse de NGC 7301 par rapport au fond diffus cosmologique est de 7 006 ± 25 km/s, ce qui correspond à une distance de Hubble de 103,3 ± 7,2 Mpc (∼337 millions d'al). À ce jour, trois mesures non basée sur le décalage vers le rouge (redshift) donne une distance de 68,133 ± 0,945 Mpc (∼222 millions d'al). Cette valeur est très loin à l'extérieur des valeurs de la distance de Hubble. Notons que c'est avec la valeur moyenne des mesures indépendantes, lorsqu'elles existent, que la base de données NASA/IPAC calcule le diamètre d'une galaxie et qu'en conséquence le diamètre de NGC 7301 pourrait être d'environ 58,9 kpc (∼192 000 al) si on utilisait la distance de Hubble pour le calculer.